# Mobiloversættelse
|  | Sammenskrivningsforslag Artiklen Mobiloversættelse er foreslået føjet ind i Maskinoversættelse. (Siden august 2021) Diskutér forslaget Kort begrundelse: De to artikler behandler stort set samme emne. Der er ingen principiel forskel på hvilken teknologi oversætttelsen sker på. |

Mobiloversættelse er enhver elektronisk enhed eller softwareapplikation, der leverer lydoversættelse. Konceptet inkluderer ethvert håndholdt elektronisk udstyr, der er specielt designet til lydoversættelse. Det inkluderer også enhver maskineoversættelsestjeneste eller softwareapplikation til håndholdte enheder, herunder mobiltelefoner, Pocket PC'er, og PDA'er. Mobiloversættelse giver håndholdte enhedsbrugere fordelen ved øjeblikkelig og ikke-medieret oversættelse fra et menneskeligt sprog til et andet, normalt mod et servicegebyr, der alligevel er betydeligt mindre end hvad en menneskelig oversætter opkræver.
Mobiloversættelse er en del af det nye udvalg af tjenester, der tilbydes til brugere af mobilkommunikation, herunder placeringspositionering (GPS-service), e-tegnebog (mobilbank), visitkort/stregkode/tekstskanning osv.
Den er afhængig af computerprogrammering inden for computersprog og enhedens kommunikationsmidler (internetforbindelse eller SMS) for at fungere.

## Historie
Et oversættelsessystem, der giver japanerne mulighed for at udveksle samtaler med udenlandske statsborgere via mobiltelefoner, blev først udviklet i 1999 af Advanced Telecommunications Research Institute International-Interpreting Telecommunications Research Laboratories, der er baseret i Kansai Science City, Japan Ord. Når der tales til mobilenheden, oversættes talen til målsprog og sendes derefter som stemme til den anden brugers mobiltelefon.
Maskinoversættelsessoftware til håndholdte enheder med oversættelsesfunktioner til brugerinputtekst, SMS og e-mail, blev kommercielt frigivet i 2004 af Transclick, og et patent blev udstedt til Transclick til SMS, e-mail og IM-oversættelse i 2006.
I november 2005 annoncerede et andet japansk selskab, NEC Corporation, udviklingen af et oversættelsessystem, der kunne indlæses i mobiltelefoner. Dette mobile oversættelsessystem kunne genkende 50.000 japanske ord og 30.000 engelske ord og kunne bruges til enkle oversættelser under rejsen. Det var først i januar 2009, at NEC Corporation officielt demonstrerede deres produkt.
Teknologiske fremskridt inden for miniaturisering af computer- og kommunikationsudstyr, har muliggjort brugen af mobiltelefoner til sprogindlæring. Blandt de tidlige projekter var de spanske studieprogrammer, der omfattede ordforrådsøvelser, quizzer og ord- og sætningsoversættelser. Kort tid efter blev projekter udviklet ved hjælp af mobiltelefoner, til at undervise engelsk på et japansk universitet. I 2005 skiftede de deres fokus til at give ordforrådsundervisning via SMS. Et lignende program blev oprettet for at lære italiensk i Australien. Ordforrådssætninger, quizzer og korte sætninger blev sendt via SMS.

## Tekniske funktioner
For at understøtte maskinoversættelsestjenesten, skal en mobil enhed være i stand til at kommunikere med eksterne computere (servere), der modtager brugerinputteksten/talen, oversætte den og sende den tilbage til brugeren. Dette gøres normalt via en internetforbindelse (WAP, GPRS, EDGE, UMTS, Wi-Fi), men nogle tidligere applikationer brugte SMS til at kommunikere med oversættelsesserveren.
Mobiloversættelse må ikke forveksles med de brugerredigerbare (talende) ordbøger og sætningsbøger, der allerede er udbredt og tilgængelige for mange håndholdte enheder og normalt ikke kræver internetforbindelse på mobilenheden.

### Funktioner
Mobiloversættelse kan omfatte en række nyttige funktioner, der er hjælp til tekstoversættelse, som danner grundlaget for tjenesten. Mens brugeren kan indtaste tekst ved hjælp af enhedens tastatur, kan de også bruge allerede eksisterende tekst i form af e-mail eller SMS-beskeder, modtaget på brugerens enhed (e-mail/sms-oversættelse). Det er også muligt at sende en oversat besked, der eventuelt indeholder kildeteksten samt oversættelsen.
Nogle mobile oversættelsesapplikationer tilbyder også yderligere tjenester, der yderligere letter den oversatte kommunikationsproces, såsom:
- Talegenerering (talesyntese), hvor den (oversatte) tekst kan transformeres til menneskelig tale (af en computer, der gengiver stemmen til en modersmåls sprog på målsproget);
- Talegenkendelse, hvor brugeren kan tale med den enhed, der optager talen og sende den til oversættelsesserveren, for at konvertere den til tekst, før den oversættes;
- Billedoversættelse, hvor brugeren kan tage et billede (ved hjælp af enhedskameraet) af udskrevet tekst (et vejskilt, en restaurantmenu, en side i en bog osv.), skal applikationen sende den til oversættelsesserveren, som vil anvende Optisk OCR-teknologi (Character Recognition), udpakke teksten, returner den til brugeren til redigering (hvis nødvendigt) og oversætte den derefter til det valgte sprog.

- Stemmetolkning, hvor brugeren kan vælge den ønskede sprogkombination og derefter automatisk oprette forbindelse til en live tolk.
- Oversættelse af telefonopkald, hvor brugeren kan tale med andre parter via en mobiloversætter, der bruger funktionerne i talegenkendelse og talegenerator, omend med yderligere optimering til denne kommunikationsmetode (f.eks. en anden mikrofonfølsomhed).

### Understøttede sprog
For nylig har der været en bemærkelsesværdig stigning i antallet af sprogpar, der tilbydes til automatisk oversættelse på mobile enheder. Mens japanske tjenesteudbydere traditionelt tilbyder oversættelse på tværs af japansk, kinesisk, engelsk og koreansk, kan andre tilbyde oversættelse fra og til over 20 sprog, eller over 200 sprogpar, inklusiv de fleste latinske sprog.
Taleudvikling er dog begrænset til en mindre del af ovenstående, inklusive engelsk, spansk, italiensk, fransk, kinesisk osv. Billedoversættelse afhænger af de tilgængelige OCR-sprog.

## Teknologiske fordele og begrænsninger

### Fordele
At have bærbar realtids automatisk oversættelse til rådighed, har en række praktiske anvendelser og fordele:
- Mobilisering af menneskelig oversættelse: Menneskelig oversættere kan bruge mobile oversættelsesværktøjer til at oversætte hvor som helst og når som helst. Menneskelige oversættere behøver ikke længere arbejde med desktop oversættelsessoftware.

- Rejser: Mobiloversættelse i realtid kan hjælpe folk, der rejser til et fremmed land, for at gøre sig forståelige eller forstå andre.

- Forretningsnetværk: At føre diskussioner med (potentielle) udenlandske kunder ved hjælp af mobiloversættelse. sparer tid og økonomi og er øjeblikkelig. Mobiloversættelse i realtid er et meget billigere alternativ til flersprogede callcentre, ved hjælp af menneskelige oversættere. Netværk inden for multinationale teams, kan også i høj grad lettes ved hjælp af service.

- Globalisering af sociale netværk: Mobiloversættelse giver mulighed for chatter og sms'er med venner på internationalt niveau Nye venner og medarbejdere kan oprettes ved at overvinde sprogbarrieren.

- At lære et fremmedsprog: At lære et fremmedsprog kan gøres nemmere og billigere ved hjælp af en mobilenhed, udstyret med maskinoversættelse i realtid. Statistik viser, at de fleste universitetsstuderende ejer mobiltelefoner og finder ud af, at det at lære et fremmedsprog via mobiltelefon, viser sig at være billigere end på en PC. Derudover gør mobiliteten af mobiltelefoner det praktisk for de fremmede sprogstuderende at studere uden for klasseværelset, hvor som helst og i deres egen tid.

### Udfordringer og ulemper
Fremskridt inden for mobilteknologi og maskineoversættelsestjenester har været med til, at reducere eller endda eliminere nogle af ulemperne ved mobil oversættelse, såsom den reducerede skærmstørrelse på mobilenheden og tastaturet med en finger. Mange nye håndholdte enheder er udstyret med et QWERTY tastatur og/eller en berøringsfølsom skærm samt håndskriftsgenkendelse, der øger skrivehastigheden markant. Efter 2006 begyndte de fleste nye mobiltelefoner og enheder med store skærme med større opløsninger på 640 x 480 px, 854 x 480 px eller endda 1024 x 480 px, hvilket giver brugeren tilstrækkelig synlig plads til at læse/skrive store tekster. I 2011 blev den såkaldte hybrid oversættelsesteknologi introduceret af myLanguage gennem sin mobile app Vocre, som i stor udstrækning er afhængig af crowd-sourced sprogdata.
Den vigtigste udfordring for mobiloversættelsesindustrien er den sproglige og kommunikative kvalitet af oversættelserne. Selvom nogle udbydere hævder at have opnået en nøjagtighed på op til 96%, kan de prale af teknologi, der er i stand til at forstå idiomer og slangesprog, maskinoversættelse er stadig tydeligt af lavere kvalitet end menneskelig oversættelse og skal bruges med forsigtighed, hvis de oversatte forhold kræver korrekthed.
En metode, der er blevet brugt til at afbøde manglen på nøjagtighed i mobiloversættelse, er ontologiindlæring kombineret med terminologiekstraktion, for at identificere hyppigt anvendte sætninger, semantisk fortolkning for at bestemme den korrekte kontekst og betydning af en given sætning og implementering af en datastruktur at gemme de nuancer, der findes i de forrige udtryk og sætninger med flere betydninger Denne kombination af grundlæggende oversættelsesstrukturer i forbindelse med maskinindlæringsalgoritmer er det, der gør denne flerfasemetode så nøjagtig og giver den også muligheden for gradvist at blive mere præcis er, at denne metode er ekstremt vanskelig at automatisere; implementering af denne struktur på en brugervenlig måde er fortsat en stor udfordring for oversættelsesappudviklere.
En ulempe, der skal nævnes, er kravet om en stabil internetforbindelse på brugerens mobile enhed. Da SMS-metoden til kommunikation med oversættelsesserveren har vist sig at være mindre effektiv, end at sende pakker med data - på grund af grænsen for beskedlængde (160 tegn) og højere SMS-omkostninger sammenlignet med internettrafikafgifter - Internetforbindelse på mobile enheder er et must, mens dækning i nogle ikke-byområder stadig er ustabil.